# Luogo di lavoro
Il luogo di lavoro, nella teoria delle organizzazioni, è lo spazio circoscritto e dotato di strumenti lavorativi in cui un personale svolge le proprie mansioni presso un soggetto economico produttore di beni o di servizi. Tale luogo può andare dall'ufficio di casa a un grande edificio per uffici o a una fabbrica. Nelle società industrializzate, il luogo di lavoro è uno degli spazi sociali più importanti, oltre alla casa, e costituisce "un concetto centrale per diverse entità: il lavoratore e la sua famiglia, l'organizzazione che lo impiega, i clienti dell'organizzazione e la società nel suo complesso". Lo sviluppo delle nuove tecnologie di comunicazione ha portato allo sviluppo del luogo di lavoro virtuale e del lavoro a distanza.
Il concetto di luogo di lavoro è altresì rilevante in diritto quanto alla sua determinazione, al suo eventuale mutamento e alla disciplina della sicurezza.